# Golfverband Liechtenstein
Der Golfverband Liechtenstein (kurz GVL) ist der nationale Verband für den Golfsport in Liechtenstein.

## Geschichte
Der Golfverband Liechtenstein wurde 1966 als Golf- und Country-Club gegründet. Erster Präsident wurde Heinrich Harrer, sein Stellvertreter wurde Hans von Liechtenstein. 2004 wurde das Verbandsleben nach einigen Jahren des Stillstands wieder aufgenommen und der Verband stellte den Antrag auf Aufnahme in den Europäischen Golfverband (EGA) und in den Internationalen Golfverband (IGF). Unter dem neuen Vorsitzenden Martin Wachter erhielt der Verband 2006 offiziell das Recht, die Bezeichnung Golfverband Liechtenstein zu führen. 2007 wurde der GVL als 41. Mitglied des Liechtensteinischen Olympischen Sportverbands (LOSV) aufgenommen. Im Folgejahr wurde die Liechtensteiner Golf-Landesmeisterschaft zum ersten Mal ausgetragen. 2010 wurde der Verband in den Europäischen Dachverband aufgenommen. Drei Jahre später wurde erstmals ein Liechtensteiner Nationalteam gegründet, dessen erster Trainer Mario Caligari wurde. Damit konnte der Verband 2015 erstmals an den Spielen der kleinen Staaten von Europa teilnehmen. Zum 50. Jubiläum veranstaltete der Verband mit den Liechtenstein Open erstmals ein internationales Turnier, auf dem man auch Weltranglistenpunkte gewinnen konnte. Bei der Sommer-Universiade 2017 in Taipeh startete der Verband erstmals mit einer eigenen Mannschaft. 